# پامپلونا
پامپلونا (اسپانیایی: Pamplona) مرکز استان نابارای اسپانیا است. جمعیت آن ۲۱۰٬۰۰۰ نفر و مساحتش ۲۴ کیلومتر مربع است.
پامپلونا پایتخت ناحیه خودگردان نِوَرّا در شمال شرقی اسپانیاست که به زبان باسکی (یکی از زبان‌های رایج اسپانیا در منطقه باسک) ایرونیا Iruña نامیده می‌شود. شهرت این شهر به واسطه فستیوال گاوبازی سن فرمین هست که هر ساله از ۶ تا ۱۴ ژوئن در آن برگزار می‌شود.

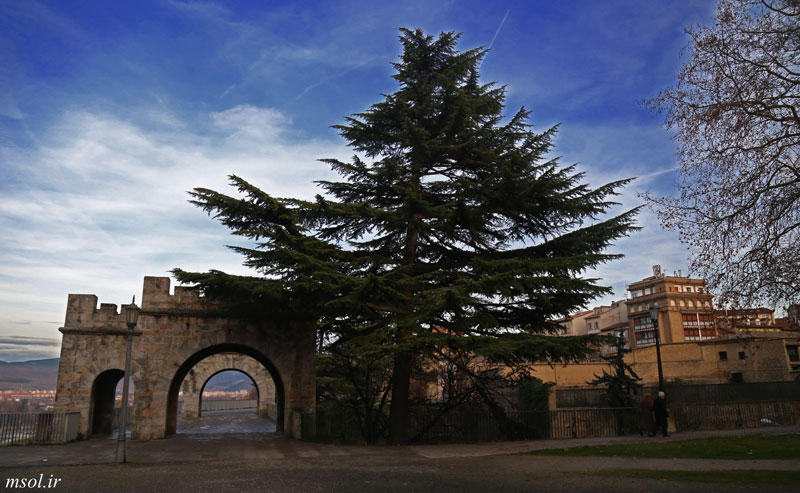